# Campeonato Maranhense de Futebol de 1931
O Campeonato Maranhense de Futebol de 1931 foi um edição não concluída da divisão principal do campeonato estadual do Maranhão.